# Atomic Punk
Atomic Punk en Amérique du Nord, Dynablaster en Europe, et Bomber Boy (ボンバーボーイ) au Japon, est un jeu vidéo d'action et de labyrinthe développé et édité par Hudson Soft, sorti en 1990 sur Game Boy.

## Accueil
- Mean Machines : 81 %[1]